# Сомерсет (округ, Нью-Джерсі)
Шаблон:StateAbbr_ 40°34′ пн. ш. 74°37′ зх. д. / 40.56° пн. ш. 74.61° зх. д.
О́круг Со́мерсет (англ. Somerset County) — округ (графство) у штаті Нью-Джерсі, США. Ідентифікатор округу 34035.

## Історія
Округ утворений 1688 року.

## Демографія
За даними перепису
2000 року
загальне населення округу становило 297490 осіб, зокрема міського населення було 276818, а сільського — 20672.
Серед мешканців округу чоловіків було 145241, а жінок — 152249. В окрузі було 108984 домогосподарства, 78409 родин, які мешкали в 112023 будинках.
Середній розмір родини становив 3,19.
Віковий розподіл населення поданий у таблиці:
| Стать    | До 15 років | 15-21 | 22-29 | 30-39 | 40-49 | 50-65 | 65-85 | Понад 85 |
| -------- | ----------- | ----- | ----- | ----- | ----- | ----- | ----- | -------- |
| Чоловіки | 33624       | 10453 | 12782 | 26526 | 25717 | 22434 | 12558 | 1147     |
| Жінки    | 31920       | 9459  | 12940 | 27952 | 26570 | 23732 | 16694 | 2982     |

## Суміжні округи
- Морріс – північ
- Юніон – схід
- Міддлсекс – південний схід
- Мерсер – південь
- Гантердон – захід

## Виноски
1. ↑  Forstall, Richard L. Population of states and counties of the United States: 1790 to 1990 from the Twenty-one Decennial Censuses [Архівовано 2 січня 2016 у Wayback Machine.], pp. 108-109. Бюро перепису населення США, March 1996. ISBN 9780934213486. Accessed October 6, 2013.
2. ↑  New Jersey: 2010 - Population and Housing Unit Counts; 2010 Census of Population and Housing [Архівовано 26 січня 2022 у Wayback Machine.], p. 6, CPH-2-32. Бюро перепису населення США, August 2012. Accessed August 29, 2016.
3. ↑  DP-1 - Profile of General Demographic Characteristics: 2000; Census 2000 Summary File 1 (SF 1) 100-Percent Data for Somerset County, New Jersey[недоступне посилання], Бюро перепису населення США. Accessed January 23, 2013.(англ.) Наведено за англійською вікіпедією.
4. ↑  DP1 - Profile of General Population and Housing Characteristics: 2010 Demographic Profile Data for Somerset County, New Jersey[недоступне посилання], Бюро перепису населення США. Accessed March 25, 2016.
5. ↑  U.S. Census Bureau Delivers New Jersey's 2010 Census Population Totals [Архівовано 8 лютого 2011 у Wayback Machine.], Бюро перепису населення США, February 3, 2011. Accessed February 5, 2011.
6. ↑  Snyder, John P. The Story of New Jersey's Civil Boundaries: 1606-1968, Bureau of Geology and Topography; Trenton, New Jersey; 1969. p. 221. Accessed October 30, 2012.(англ.) Наведено за англійською вікіпедією.
7. ↑  QuickFacts - Somerset County, New Jersey; New Jersey; United States [Архівовано 2 лютого 2019 у Wayback Machine.], Бюро перепису населення США. Accessed March 24, 2018.
8. ↑  American FactFinder. Бюро перепису населення США. Архів оригіналу за 26 лютого 2012. Процитовано 31 січня 2008. [Архівовано 2008-05-21 у Wayback Machine.]

| США | Це незавершена стаття з географії США. Ви можете допомогти проєкту, виправивши або дописавши її. |